# Orehek pri Materiji
Orehek pri Materiji is een plaats in Slovenië en maakt deel uit van de gemeente Hrpelje-Kozina in de NUTS-3-regio Obalnokraška. De plaats telde 15 inwoners op 1 januari 2020.